# Лучерна (Латина)
Лучерна је насеље у Италији у округу Латина, региону Лацио.
Према процени из 2011. у насељу је живело 40 становника. Насеље се налази на надморској висини од 538 м.